# Зозівський ліцей Липовецької міської ради Вінницької області
Зозівський ліцей Липовецької міської ради Вінницької області — загальноосвітній навчальний заклад у с. Зозів Липовецького району Вінницької області.

## Історія
Однокласну сільську школу у с. Зозів було відкрито 29 листопада 1881 року.
Протягом 1924—1925 років збудували нову школу, завідувачем якої став Аким Васильович Сочинський.
1949 року відбувся перший випуск десятирічної школи. З тих часів випускниками школи стали 1879 учнів, 52 з яких закінчили її із золотою медаллю.
У 1998—2011 роках директором школи був Агапов Володимир Іванович, відмінник освіти, старший вчитель, організатор і керівник туристичної роботи школи та району.

## Обладнання школи
- спортивна зала
- 2 майстерні
- комп'ютерний клас
- їдальня

Школа має автобус для учнів з сіл Зозівка та Вербівки.

## Педагогічний колектив
- Директор школи — Побережець Ольга Володимирівна
- Заступник директора з навчальної роботи — Довбуш Оксана Вікторівна
- Заступник директора з виховної роботи — Криворученко Анна Володимирівна

Педагогічний колектив складається з 25 вчителів, серед яких 2 соросівських вчителів та 5 відмінників народної освіти.